# Makrasyka
Makrasyka (in greco Μακράσυκα?;; in turco İncirli) è un villaggio appartenente de facto al distretto di Gazimağusa della Repubblica Turca di Cipro del Nord,  mentre de iure appartiene al distretto di Famagosta della Repubblica di Cipro. Prima del 1974 il villaggio fu sempre popolato esclusivamente da greco-ciprioti.
Makrasyka nel 2011 aveva 384 abitanti.

## Geografia fisica
Makrasyka è situata a 3 chilometri ad nordovest del villaggio di  Achna. Essa si trova nella parte più meridionale della pianura della Messaria.

## Origini del nome
In greco il nome del villaggio significa "fichi grandi". Dopo il 1974, i turco-ciprioti cambiarono il nome del villaggio in İncirli, che significa "luogo con fichi". Goodwin sostiene che, nel 1976, i nuovi abitanti del villaggio tentarono di cambiare il nuovo nome alternativo İncirli in Uzunyol, che significa "strada lunga". Tuttavia il tentativo sembra non aver avuto successo, dato che il nome ancora in uso è İncirli.

## Società

### Evoluzione demografica
Il villaggio fu sempre popolato esclusivamente da greco-ciprioti. Durante il periodo coloniale britannico, la popolazione di Makrasyka aumentò considerevolmente, da 181 abitanti nel 1891 a 747 nel 1960.
Nel 1974 tutti gli abitanti del villaggio fuggirono dall'esercito turco che avanzava verso la parte meridionale dell'isola. Attualmente, come il resto dei greco-ciprioti sfollati, quelli di Makrasyka sono sparsi nel sud dell'isola, soprattutto nel distretto di Larnaca. Il numero dei greco-ciprioti di Makrasyka sfollati nel 1974 era di circa 950 (920 nel censimento del 1973).
Oggi il villaggio è abitato principalmente da turco-ciprioti sfollati dai villaggi del distretto di Pafo, come Asprogia, Melandra, Anadiou, Mamountali Kidasi, nonché dal villaggio di Avdimou del distretto di Limassol. Inoltre, alcuni cittadini turchi delle province di Adıyaman e Adana in Turchia si stabilirono nel villaggio nel 1975-76. Il censimento turco-cipriota del 2006 poneva la popolazione totale del villaggio a 432 abitanti.